# Пилар (Кордова)
Пилар (исп. Pilar) — город и муниципалитет в департаменте Рио-Сегундо провинции Кордова (Аргентина). Часть агломерации «Рио-Сегундо — Пилар».

## История
14 августа 1819 года в этих местах встала лагерем армия генерала Мануэля Бельграно.
Город был основан в 1871 году. Он был назван в честь Нуэстра-Синьора-дель-Пилар.